# Àngels damunt Broadway
 Àngels damunt Broadway  (en anglès: Angels Over Broadway) és una pel·lícula estatunidenca dirigida per Ben Hecht i Lee Garmes, estrenada el 1940 i doblada al català.

## Argument
Un estafador cornut a punt de suïcidar-se és ajudat per un dramaturg alcohòlic.

## Repartiment
- Douglas Fairbanks Jr.: Bill O'Brien
- Rita Hayworth: Nina Barone
- Thomas Mitchell: Gene Gibbons
- John Qualen: Charles Engle
- George Watts: Joseph Hopper
- Ralph Theodore: Dutch Enright
- Eddie Foster: Louie Artino
- Jack Roper: Eddie Burns
- Constance Worth: Sylvia Marbe

## Nominacions
- Oscar al millor guió original 1941 per Ben Hecht

## Rebuda
- "Un estrany drama dels fons de Broadway de nit, marcat per la brillant interpretació d'un brillant guió, Angels damunt Broadway és de lluny fora de cap categoria de les que ha definit Hollywood. […] Thomas Mitchell fa una actuació enorme, un retrat inoblidable de calibre de Premi d'Acadèmia. Douglas Fairbanks, Jr. ofereix probablement el retrat més fi de la seva carrera, mentre John Qualen està molt bé com el possible suïcida. Rita Hayworth és excepcional en el paper més exigent que mai hagi intentat [...]. És un treball distintiu, digne d'una gran audiència.[2]